# Canoagem nos Jogos Olímpicos de Verão de 2020 - K-1 500 m feminino
A competição do K-1 500 metros feminino da canoagem nos Jogos Olímpicos de Verão de 2020 ocorreu nos dias 4 e 5 de agosto de 2021 no Sea Forest Waterway, em Tóquio. Um total de 41 canoístas de 27 Comitês Olímpicos Nacionais (CON) participaram do evento.

## Qualificação
Cada CON poderia qualificar apenas um barco, mas poderia inscrever até dois se tivesse vagas suficientes no caiaque em outros eventos. Um total de 13 vagas de qualificação estavam disponíveis, inicialmente alocadas conforme o seguinte:
- 1 vaga para o país-sede, desde que não tenha qualificado outros barcos para o caiaque feminino;
- 5 vagas concedidas através do Campeonato Mundial de Canoagem de Velocidade de 2019;
- 6 vagas concedidas através de torneios continentais, sendo 2 vagas para a Europa e 1 para os demais continentes;
- 1 vaga concedida através da segunda etapa da Copa do Mundo de Canoagem de Velocidade de 2021.

As vagas de qualificação foram concedidas ao CON, não a canoísta que conquistou a vaga.
O Japão ganhou uma vaga para o caiaque feminino no K-1 200 metros, então a vaga foi transferida para o Campeonato Mundial (totalizando 6). As vagas de Lisa Carrington, da Nova Zelândia, e de Volha Khudzenka, da Bielorrússia, foram realocadas por elas já terem se qualificado pelo K-4. Este processo resultou em uma vaga adicional no K-1 500 metros feminino, que foi para Rebeka Simon, da Grã-Bretanha.

## Formato
A canoagem de velocidade utiliza um formato de quatro fases para eventos com pelo menos 11 barcos, com eliminatórias, quartas de final, semifinais e finais. Os detalhes para cada fase dependem de quantos barcos estejam inscritos para a competição.
O percurso é um trajeto de águas planas com 9 metros de largura. O nome do evento descreve o formato particular da canoagem de velocidade. O formato "K" significa um caiaque (kayak, em inglês), na qual o canoísta fica sentado e utiliza dois remos e tem um leme operado pelo pé (em oposição a canoa, em que o canoísta fica ajoelhado e utiliza um único remo para remar e dirigir). O "1" é o número de canoístas em cada barco. Os "500 metros" são a distância da prova.

## Calendário
Horário local (UTC+9)
| Dia         | Horário | Fase             |
| ----------- | ------- | ---------------- |
| 4 de agosto | 10:40   | Eliminatórias    |
| 4 de agosto | 12:50   | Quartas de final |
| 5 de agosto | 10:00   | Semifinal        |
| 5 de agosto | 12:15   | Final            |

## Medalhistas
| Ouro   | NZL Lisa Carrington |
| Prata  | HUN Tamara Csipes   |
| Bronze | DEN Emma Jørgensen  |

## Resultados

### Eliminatórias
O evento começou com as eliminatórias em 4 de agosto de 2021. Os três primeiros barcos em cada bateria avançam diretamente para as semifinais e os restantes para as quartas de final.

#### Eliminatória 1
| Pos. | Raia | Canoísta         | CON              | Tempo    | Notas |
| ---- | ---- | ---------------- | ---------------- | -------- | ----- |
| 1    | 3    | Hermien Peters   | BEL Bélgica      | 1:47.959 | SF    |
| 2    | 2    | Teresa Portela   | POR Portugal     | 1:48.727 | SF    |
| 3    | 1    | Jule Hake        | GER Alemanha     | 1:48.758 | SF    |
| 4    | 4    | Isabel Contreras | ESP Espanha      | 1:49.256 | QF    |
| 5    | 5    | Milica Novaković | SRB Sérvia       | 1:49.802 | QF    |
| 6    | 6    | Yin Mengdie      | CHN China        | 1:52.760 | QF    |
| 7    | 7    | Emily Lewis      | GBR Grã-Bretanha | 1:55.743 | QF    |

#### Eliminatória 2
| Pos. | Raia | Canoísta          | CON              | Tempo    | Notas |
| ---- | ---- | ----------------- | ---------------- | -------- | ----- |
| 1    | 1    | Anja Osterman     | SLO Eslovênia    | 1:49.402 | SF    |
| 2    | 3    | Justyna Iskrzycka | POL Polônia      | 1:49.893 | SF    |
| 3    | 5    | Volha Khudzenka   | BLR Bielorrússia | 1:50.732 | SF    |
| 4    | 4    | Brenda Rojas      | ARG Argentina    | 1:54.541 | QF    |
| 5    | 7    | Yuliia Yuriichuk  | UKR Ucrânia      | 1:57.532 | QF    |
| 6    | 6    | Francesca Genzo   | ITA Itália       | 1:59.712 | QF    |
| 7    | 2    | Natalya Sergeyeva | KAZ Cazaquistão  | 2:01.374 | QF    |

#### Eliminatória 3
| Pos. | Raia | Canoísta                | CON               | Tempo    | Notas |
| ---- | ---- | ----------------------- | ----------------- | -------- | ----- |
| 1    | 5    | Linnea Stensils         | SWE Suécia        | 1:48.144 | SF    |
| 2    | 2    | Alyce Wood              | AUS Austrália     | 1:48.572 | SF    |
| 3    | 1    | Caitlin Regal           | NZL Nova Zelândia | 1:50.297 | SF    |
| 4    | 7    | Špela Ponomarenko Janić | SLO Eslovênia     | 1:50.498 | QF    |
| 5    | 4    | Svetlana Chernigovskaya | ROC               | 1:52.311 | QF    |
| 6    | 3    | Manon Hostens           | FRA França        | 1:53.668 | QF    |
| 7    | 6    | Amira Kheris            | ALG Argélia       | 2:13.626 | QF    |

#### Eliminatória 4
| Pos. | Raia | Canoísta          | CON              | Tempo    | Notas |
| ---- | ---- | ----------------- | ---------------- | -------- | ----- |
| 1    | 4    | Danuta Kozák      | HUN Hungria      | 1:48.730 | SF    |
| 2    | 5    | Emma Jørgensen    | DEN Dinamarca    | 1:49.231 | SF    |
| 3    | 7    | Alyssa Bull       | AUS Austrália    | 1:49.416 | SF    |
| 4    | 2    | Michelle Russell  | CAN Canadá       | 1:51.081 | QF    |
| 5    | 3    | Deborah Kerr      | GBR Grã-Bretanha | 1:51.375 | QF    |
| 6    | 1    | Ana Roxana Lehaci | AUT Áustria      | 1:55.067 | QF    |
| 7    | 6    | Samaa Ahmed       | EGY Egito        | 2:13.007 | QF    |

#### Eliminatória 5
| Pos. | Raia | Canoísta              | CON              | Tempo    | Notas |
| ---- | ---- | --------------------- | ---------------- | -------- | ----- |
| 1    | 2    | Tamara Csipes         | HUN Hungria      | 1:48.790 | SF    |
| 2    | 6    | Maryna Litvinchuk     | BLR Bielorrússia | 1:49.606 | SF    |
| 3    | 1    | Marta Walczykiewicz   | POL Polônia      | 1:50.184 | SF    |
| 4    | 4    | Mariya Povkh          | UKR Ucrânia      | 1:50.489 | QF    |
| 5    | 5    | Anamaria Govorčinović | CRO Croácia      | 1:52.015 | QF    |
| 6    | 7    | Huang Jieyi           | CHN China        | 1:52.385 | QF    |
| 7    | 3    | Lize Broekx           | BEL Bélgica      | 1:52.476 | QF    |

#### Eliminatória 6
| Pos. | Raia | Canoísta               | CON               | Tempo    | Notas |
| ---- | ---- | ---------------------- | ----------------- | -------- | ----- |
| 1    | 4    | Lisa Carrington        | NZL Nova Zelândia | 1:48.463 | SF    |
| 2    | 2    | Sabrina Hering-Pradler | GER Alemanha      | 1:49.932 | SF    |
| 3    | 3    | Viktoria Schwarz       | AUT Áustria       | 1:51.750 | SF    |
| 4    | 6    | Kira Stepanova         | ROC               | 1:55.180 | QF    |
| 5    | 5    | Joana Vasconcelos      | POR Portugal      | 1:57.513 | QF    |
| 6    | 1    | Anne Cairns            | SAM Samoa         | 2:03.667 | QF    |

### Quartas de final
Nas quartas de final, realizadas em 4 de agosto de 2021, os três primeiros barcos em cada bateria avançam para as semifinais e os restantes foram eliminados.

#### Quartas de final 1
| Pos. | Raia | Canoísta         | CON         | Tempo    | Notas |
| ---- | ---- | ---------------- | ----------- | -------- | ----- |
| 1    | 4    | Isabel Contreras | ESP Espanha | 1:51.235 | SF    |
| 2    | 3    | Manon Hostens    | FRA França  | 1:54.095 | SF    |
| 3    | 5    | Yuliia Yuriichuk | UKR Ucrânia | 1:58.657 | SF    |
| 4    | 6    | Anne Cairns      | SAM Samoa   | 2:02.525 |       |
| 5    | 7    | Samaa Ahmed      | EGY Egito   | 2:06.033 |       |

#### Quartas de final 2
| Pos. | Raia | Canoísta                | CON              | Tempo    | Notas |
| ---- | ---- | ----------------------- | ---------------- | -------- | ----- |
| 1    | 5    | Svetlana Chernigovskaya | ROC              | 1:49.323 | SF    |
| 2    | 7    | Lize Broekx             | BEL Bélgica      | 1:49.336 | SF    |
| 3    | 4    | Brenda Rojas            | ARG Argentina    | 1:51.822 | SF    |
| 4    | 2    | Emily Lewis             | GBR Grã-Bretanha | 1:51.996 |       |
| 5    | 6    | Ana Roxana Lehaci       | AUT Áustria      | 1:53.378 |       |
| 6    | 3    | Joana Vasconcelos       | POR Portugal     | 1:56.622 |       |

#### Quartas de final 3
| Pos. | Raia | Canoísta                | CON              | Tempo    | Notas |
| ---- | ---- | ----------------------- | ---------------- | -------- | ----- |
| 1    | 6    | Yin Mengdie             | CHN China        | 1:49.268 | SF    |
| 2    | 4    | Špela Ponomarenko Janić | SLO Eslovênia    | 1:49.680 | SF    |
| 3    | 3    | Deborah Kerr            | GBR Grã-Bretanha | 1:50.133 | SF    |
| 4    | 5    | Kira Stepanova          | ROC              | 1:52.190 |       |
| 5    | 2    | Huang Jieyi             | CHN China        | 1:52.689 |       |
| 6    | 7    | Natalya Sergeyeva       | KAZ Cazaquistão  | 1:55.776 |       |

#### Quartas de final 4
| Pos. | Raia | Canoísta              | CON         | Tempo    | Notas |
| ---- | ---- | --------------------- | ----------- | -------- | ----- |
| 1    | 3    | Milica Novaković      | SRB Sérvia  | 1:49.348 | SF    |
| 2    | 5    | Mariya Povkh          | UKR Ucrânia | 1:50.769 | SF    |
| 3    | 4    | Michelle Russell      | CAN Canadá  | 1:51.375 | SF    |
| 4    | 6    | Anamaria Govorčinović | CRO Croácia | 1:53.967 |       |
| 5    | 2    | Francesca Genzo       | ITA Itália  | 2:01.744 |       |
| 6    | 7    | Amira Kheris          | ALG Argélia | 2:07.548 |       |

### Semifinais
Nas semifinais, realizadas em 5 de agosto de 2021, os dois primeiros barcos em cada bateria avançam para a final A, o terceiro e quarto barcos em cada bateria para a final B, o quinto e sexto barcos em cada bateria para a final C e os restantes foram eliminados.

#### Semifinal 1
| Pos. | Raia | Canoísta          | CON               | Tempo    | Notas |
| ---- | ---- | ----------------- | ----------------- | -------- | ----- |
| 1    | 4    | Tamara Csipes     | HUN Hungria       | 1:51.698 | FA    |
| 2    | 6    | Hermien Peters    | BEL Bélgica       | 1:52.829 | FA    |
| 3    | 5    | Caitlin Regal     | NZL Nova Zelândia | 1:53.495 | FB    |
| 4    | 3    | Justyna Iskrzycka | POL Polônia       | 1:53.899 | FB    |
| 5    | 7    | Lize Broekx       | BEL Bélgica       | 1:54.489 | FC    |
| 6    | 2    | Isabel Contreras  | ESP Espanha       | 1:54.535 | FC    |
| 7    | 1    | Deborah Kerr      | GBR Grã-Bretanha  | 1:55.955 |       |

#### Semifinal 2
| Pos. | Raia | Canoísta          | CON              | Tempo    | Notas |
| ---- | ---- | ----------------- | ---------------- | -------- | ----- |
| 1    | 4    | Danuta Kozák      | HUN Hungria      | 1:52.016 | FA    |
| 2    | 3    | Teresa Portela    | POR Portugal     | 1:52.557 | FA    |
| 3    | 6    | Volha Khudzenka   | BLR Bielorrússia | 1:52.755 | FB    |
| 4    | 1    | Mariya Povkh      | UKR Ucrânia      | 1:53.659 | FB    |
| 5    | 5    | Maryna Litvinchuk | BLR Bielorrússia | 1:56.386 | FC    |
| 6    | 2    | Viktoria Schwarz  | AUT Áustria      | 1:56.475 | FC    |
| 7    | 7    | Yin Mengdie       | CHN China        | 1:56.977 |       |
| 8    | 8    | Yuliia Yuriichuk  | UKR Ucrânia      | 2:03.303 |       |

#### Semifinal 3
| Pos. | Raia | Canoísta                | CON           | Tempo    | Notas |
| ---- | ---- | ----------------------- | ------------- | -------- | ----- |
| 1    | 4    | Linnea Stensils         | SWE Suécia    | 1:51.902 | FA    |
| 2    | 3    | Emma Jørgensen          | DEN Dinamarca | 1:52.931 | FA    |
| 3    | 6    | Marta Walczykiewicz     | POL Polônia   | 1:53.860 | FB    |
| 4    | 5    | Sabrina Hering-Pradler  | GER Alemanha  | 1:54.140 | FB    |
| 5    | 2    | Jule Hake               | GER Alemanha  | 1:54.341 | FC    |
| 6    | 1    | Špela Ponomarenko Janić | SLO Eslovênia | 1:54.710 | FC    |
| 7    | 8    | Michelle Russell        | CAN Canadá    | 1:55.549 |       |
| 8    | 7    | Svetlana Chernigovskaya | ROC           | 1:56.066 |       |

#### Semifinal 4
| Pos. | Raia | Canoísta         | CON               | Tempo    | Notas |
| ---- | ---- | ---------------- | ----------------- | -------- | ----- |
| 1    | 5    | Lisa Carrington  | NZL Nova Zelândia | 1:51.680 | FA    |
| 2    | 3    | Alyce Wood       | AUS Austrália     | 1:53.079 | FA    |
| 3    | 2    | Milica Novaković | SRB Sérvia        | 1:53.149 | FB    |
| 4    | 6    | Alyssa Bull      | AUS Austrália     | 1:54.038 | FB    |
| 5    | 4    | Anja Osterman    | SLO Eslovênia     | 1:54.235 | FC    |
| 6    | 7    | Manon Hostens    | FRA França        | 1:57.394 | FC    |
| 7    | 1    | Brenda Rojas     | ARG Argentina     | 1:58.301 |       |

### Finais
Nas finais, realizadas em 5 de agosto de 2021, os barcos participantes da final A disputaram as medalhas, os da final B para ficar entre a 9ª e a 16ª colocação e os da final C entre a 17ª e a 24ª colocação.

#### Final A
| Pos.              | Raia | Canoísta        | CON               | Tempo    | Notas |
| ----------------- | ---- | --------------- | ----------------- | -------- | ----- |
| Medalha de ouro   | 3    | Lisa Carrington | NZL Nova Zelândia | 1:51.216 |       |
| Medalha de prata  | 5    | Tamara Csipes   | HUN Hungria       | 1:51.855 |       |
| Medalha de bronze | 1    | Emma Jørgensen  | DEN Dinamarca     | 1:52.773 |       |
| 4                 | 6    | Danuta Kozák    | HUN Hungria       | 1:53.414 |       |
| 5                 | 4    | Linnea Stensils | SWE Suécia        | 1:53.600 |       |
| 6                 | 2    | Hermien Peters  | BEL Bélgica       | 1:53.716 |       |
| 7                 | 7    | Teresa Portela  | POR Portugal      | 1:55.814 |       |
| 8                 | 8    | Alyce Wood      | AUS Austrália     | 1:57.251 |       |

#### Final B
| Pos. | Raia | Canoísta               | CON               | Tempo    | Notas |
| ---- | ---- | ---------------------- | ----------------- | -------- | ----- |
| 9    | 5    | Caitlin Regal          | NZL Nova Zelândia | 1:53.681 |       |
| 10   | 1    | Sabrina Hering-Pradler | GER Alemanha      | 1:53.919 |       |
| 11   | 2    | Justyna Iskrzycka      | POL Polônia       | 1:54.086 |       |
| 12   | 3    | Milica Novaković       | SRB Sérvia        | 1:54.458 |       |
| 13   | 4    | Marta Walczykiewicz    | POL Polônia       | 1:55.659 |       |
| 14   | 6    | Volha Khudzenka        | BLR Bielorrússia  | 1:55.933 |       |
| 15   | 7    | Mariya Povkh           | UKR Ucrânia       | 1:56.429 |       |
| 16   | 8    | Alyssa Bull            | AUS Austrália     | 1:56.799 |       |

#### Final C
| Pos. | Raia | Canoísta                | CON              | Tempo    | Notas |
| ---- | ---- | ----------------------- | ---------------- | -------- | ----- |
| 17   | 3    | Anja Osterman           | SLO Eslovênia    | 1:55.051 |       |
| 18   | 4    | Jule Hake               | GER Alemanha     | 1:55.638 |       |
| 19   | 2    | Isabel Contreras        | ESP Espanha      | 1:55.728 |       |
| 20   | 1    | Špela Ponomarenko Janić | SLO Eslovênia    | 1:56.066 |       |
| 21   | 5    | Lize Broekx             | BEL Bélgica      | 1:56.842 |       |
| 22   | 6    | Maryna Litvinchuk       | BLR Bielorrússia | 1:57.057 |       |
| 23   | 8    | Manon Hostens           | FRA França       | 1:58.133 |       |
| 24   | 7    | Viktoria Schwarz        | AUT Áustria      | 1:59.475 |       |

Legenda
| Recorde mundial      | Recorde mundial (World record)               |                       | Recorde africano                      | Recorde africano (African) |                                           | Q | Classificado por posição (Qualified) |
| Recorde olímpico     | Recorde olímpico (Olympic record)            | Recorde da América    | Recorde da América (Americas)         | q                          | Classificado por melhor tempo (Qualified) |   |                                      |
| Melhor marca do ano  | Melhor marca do ano (World leading)          | Recorde asiático      | Recorde asiático (Asian)              | DNS                        | Não largou (Did not start)                |   |                                      |
| Recorde nacional     | Recorde nacional (National record)           | Recorde europeu       | Recorde europeu (European)            | DNF                        | Não terminou (Did not finish)             |   |                                      |
| Recorde pessoal      | Recorde pessoal do atleta (Personal best)    | Recorde da Oceania    | Recorde da Oceania (Oceania)          | DSQ / DQ                   | Desclassificado (Disqualified)            |   |                                      |
| Recorde da temporada | Recorde da temporada do atleta (Season best) | Recorde sul-americano | Recorde sul-americano (South America) | NM                         | Sem marca (No mark)                       |   |                                      |